# 尾形貴弘
尾形 貴弘（おがた たかひろ、1977年〈昭和52年〉4月27日 - ）は日本のお笑いタレント、YouTuber。お笑いトリオ・パンサーのメンバー。立ち位置は右。アイドルグループ・吉本坂46のメンバー。宮城県桃生郡鳴瀬町（現・東松島市）出身。吉本興業所属。身長181 cm、体重74 kg。血液型B型。既婚。

## 来歴
鷹乃杜幼稚園、鳴瀬町立野蒜小学校（現：東松島市立宮野森小学校）卒業、松島町立松島中学校、仙台育英学園高等学校、 中央大学文学部卒業。
よしもと男前ランキングでは2010年第41位、2011年第29位、2012年第21位、2013年第20位、2015年第5位。ただし2014年は、「抱かれたくない芸人ランキング」で1位に輝いた。
松島町観光親善大使（2014年1月20日- 2016年頃）、東松島ふるさと大使（2017年- ）を務めている。
2025年7月22日に、atmos presents SNEAKER BEST DRESSER AWARD 2025 芸人部門を受賞した。

## 人物
- 星座は牡牛座[9]。
- ピンでの活動時は「サンキュー尾形」という芸名を用いている。
- パンサーにおける役割は「キャプテン」、自称パンサーの微笑みを担当。トリオの中では最年長。
- パンサー結成前は、MASA（THE だいじょぶズ）と『グレートホーン』というコンビで活動していた。
- 「サンキュー!!」「フィジカル!!」「メンタル!!」などが口癖であり、様々な場面ですべり芸扱いされることも多いが、本人は「あくまで口癖でギャグではない」と言っている。また液体のことを「ポカリ!!」といったり、お客さんの着ている服の色で「○○ファン!!」などとサッカー関連のことをよく言う。
- 教師を目指していた時期があり、公民の教育職員免許状を取得している。ただし教員採用試験は受けていない。
- 実際の芸歴は東京NSC8期生であるが、吉本のルールとしてコンビやトリオで芸歴が異なる場合は、先輩は一番下の期にあわせるため、パンサーとしては11期となる。
- 向井と共に、Adachildsに所属している。
- 向井と同じく、ふくよかな女性が好み。エハラマサヒロと渡辺直美のよしログにて、渡辺の彼氏を一般男性から募集する企画に応募したことがある。
- 親しい後輩を集めた尾形軍団を結成して公式YouTubeもアップしている。
- 芸歴20年を過ぎた2024年現在に至っても「若手」と自称している [10]。
- キャラクター的性質からドッキリ系の仕事が多く、ある1週間のほとんどの仕事がドッキリだったこともあり、その時はさすがに人間不信になりかけたという。

### 家族
- 家族構成は、妻と娘1人、愛犬。
- 両親と姉。父方の祖父は鳴瀬町長を4期務めた尾形正一[11]。

### 東日本大震災
- 2011年の東日本大震災では東松島市内の実家が津波で全壊するなどの被害を受け、尾形はテレビの報道で実家が流される姿を目撃した経験を持つ。両親ともに無事だったものの、父親は津波に飲まれて一時行方不明、当時実家で飼っていた愛犬とは生き別れてしまった[12][13]。
- 上記の経験から、目の前にある仕事に全力で取り組もうと仕事の姿勢を改めたことや、自身の故郷への気持ちが強くなったことを後に語っている[14]。

## サッカー
- 小学校の頃からプレーしてきた生粋のサッカー好き。
- 中学はサッカーが盛んな松島町立松島中学校へ越境進学。同中学は実家から10キロも離れていたため、知人の学校の近くの空き家を借りて、中学生ながら3年間、1人暮らしをしたという[15]。
- 仙台育英高校男子サッカー部では、3年時にエースナンバー10番を背負い[16]キャプテン（チームキャプテンではなくゲームキャプテン）を務めた。ポジションはMFである。同級生に元プロサッカー選手の中島浩司がいる。他校にファンクラブがあったというが真相は不明。
- スポーツ推薦で中央大学文学部へ進学し、中央大学学友会サッカー部に所属。大学時代の後輩に川崎フロンターレの中村憲剛（3学年下）がいる。中大生時代は学生寮で寄宿生活を送った。
- 現在もサッカーは得意で吉本芸人フットサルリーグ「hype（ハイプ）」では又吉直樹（ピース）がキャプテンを務めるチーム「鴉」に所属している。 『シチサンLIVE』ではサッカーボールの代わりにグレープフルーツでリフティングをし、普通のボール並のリフティングを見せた。
- ウェブ番組『F.Chan TV』（フットボールチャンネル）には度々ゲストコメンテーターとして出演している。
- マイナビ仙台レディースの「サンキュー！アンバサダー」を務める[17]。
- 2019－20シ－ズンのボルシア・ドルトムントのブランドアンバサダーを務めた[18]。
- サッカーの指導者として、子供向けサッカー教室を定期的に開催している[19][20]。

## 出演

### テレビ番組
現在のレギュラー
- 仙台市青葉区 かのおが便利軒（2018年9月16日 - 、仙台放送）
- ガッツ100%テレビ 〜笑いと愛が企業を救う〜（2022年4月9日 - 、BSよしもと）
- サタデープラス（2023年10月14日 - 、毎日放送） - 「パンサー向井の青春サンキュー!」（学校への訪問ロケ企画）にのみVTRで出演
- パンサー尾形のどんぶり旅 〜ニッポンのうまい!にサンキュー〜（2024年7月20日 - 、BSJapanext → BS10）[21]
- アナタは閉じ込められました（2025年7月4日 - 、テレビ朝日）[22]。
- 知りたーいジョブズ〜その仕事いくら稼げるの?〜（2025年7月17日 - 、テレビ静岡）

過去のレギュラー
- 笑わない数学（2022年6月11日、7月13日 - 2023年12月6日、2024年12月29日、NHK総合）
- ダブルタップミステリー（2023年4月8日 - 9月23日、テレビ朝日）
- パンサー尾形・菅のフラチャレ部（2023年11月12日 - 12月24日、BSよしもと）[23]

特別番組（MCもしくはメインキャスト）
- スカパー!アダルト放送大賞（2018年 - 2020年、BSスカパー）- MC
- 河本・尾形・金田のおつまみちゃんと飲みたい夜（2020年、鹿児島テレビ）
- パンサー尾形の通販バラエティBUYorBYE（2020年12月23日、フジテレビ）- MC[24]
- パンサー尾形の5番勝負inおんせん県おおいた（2021年6月26日、大分放送）[25]
- パンサー尾形のわんこ旅〜岩手にサンキュー〜（2021年6月27日、岩手めんこいテレビ）[26]
- パンサー尾形の愛媛にサンキュー!!（2021年8月20日、テレビ愛媛）[27]
- KKB39周年 パンサー尾形が豪華プレゼントで県民にサンキュー!（2021年10月2日、鹿児島テレビ）
- 笑福!パンサー尾形のみやぎ新春・初売スペシャル!（2022年1月1日、東北放送）[28]
- ハイテンション芸人が九州を元気に!尾形・瀬下・池崎の鹿児島全力旅（2022年1月29日、鹿児島放送）[29]
- パンサー尾形の竹馬散歩（不定期放送：2022年3月12日、2022年7月9日、2022年9月19日、2022年10月10日、2022年11月23日、2023年1月1日(特番)、2023年1月9日、2023年3月9日、2023年5月13日、2023年7月8日、2023年9月24日、2023年11月25日、2024年1月28日、2024年3月31日、定期放送(毎月第4土曜)：2024年5月25日 - 、TOKYO MX） - 冠番組[30]
- 街角ホワイトボード先生（2022年7月16日・23日、テレビ東京） - MC[注 1][31]
- 4年に1度の大予想!FINAワールドカップ優勝国予想SP（2022年12月3日、テレビ朝日）- MC[32]
- パンサー尾形の青森にサンキュー!（2023年3月25日、青森放送）[33]
- パンサー尾形の1日校長先生（2023年7月8日、岩手めんこいテレビ）[34]
- パンサー尾形のながさき遊びマップ（2024年7月20日、長崎文化放送）[35]
- パンサー尾形のいわて汗祭り2024（2024年7月28日、岩手めんこいテレビ）[36]
- 超絶漫画級ピーポー!リアルに主人公に会いに行く（2024年9月29日、福岡放送・日本テレビ系列）- MC・漫画プレゼンター[37]
- パンサー尾形の日本のどこかに…放ったらかし旅（2024年11月6日、BSテレ東）[38]

### ドラマ
- 碧の海〜LONG SUMMER〜（2014年6月30日 - 8月29日、東海テレビ） - 高峯圭吾 役
- 春は短し恋せよ男子。 最終話（2023年6月27日、日本テレビ）
- こっち向いてよ向井くん 第5話（2023年8月9日、日本テレビ） - パンサー尾形（本人） 役
- スティンガース 警視庁おとり捜査検証室 第5話（2025年8月19日、フジテレビ） - 銃刀法違反の男 役[39]

### 映画
- “それ”がいる森（2022年9月30日、松竹） - 強盗犯 役[40]

### CM
- ガンホー・オンライン・エンターテイメント パズル&ドラゴンズ「パズドラ大感謝祭11月」篇（2022年11月 - ）
- サントリー GREEN DA・KA・RA こども気温『こどもの主張』（2023年7月）
- 日本スポーツ振興センター WINNER「どっちがWINNER? アジアカップ」篇（2024年1月 - ） - 小野伸二と共演[41]
- アサヒビール アサヒスタイルバランス食生活サポート無糖レモンサワーノンアルコール 「無糖レモンノンアルでたンス」篇（2025年2月12日 - ） - 仲里依紗と共演[42]

### Web配信
- 『F.Chan TV』（フットボールチャンネル） - ゲストコメンテーター
- 『リーガプレビューショー』（スポナビライブ） - MC
- 柴田地球防衛隊〜地球を守るのは僕らだ〜（AbemaTV、2016年10月17日 - 2017年3月20日）
- 今夜、釈明しますm(_ _)m  慰謝料1億円&8股疑惑を釈明&追及SP（AbemaGOLDチャンネル、2017年4月30日）[43][44]
- 『尾形スタジアム2022-23』（V☆パラダイス、2022年1月1日 - 2023年1月1日） - メインMC